# Váradles vasútállomás
Váradles vasútállomás románul: Gara de Leș Bihor egy romániai, Bihar megyei vasútállomás Váradlesen, melyet Căile Ferate Române üzemeltet.

## Vasútvonalak
Az állomást az alábbi vasútvonalak érintik:
- Békéscsaba–Nagyvárad-vasútvonal

## Kapcsolódó állomások
A vasútállomáshoz az alábbi állomások vannak a legközelebb:
- Cséffa vasútállomás
- Nyugati pályaudvar

## Forgalom
| Járat        | Útvonal | Gyakoriság   |
| ------------ | --- | ------------ |
| személyvonat | Püspökladány – Báránd – Sáp – Berettyóújfalu – Mezőpeterd – Biharkeresztes | Kb. óránként |
| személyvonat | Püspökladány – Báránd – Sáp – Berettyóújfalu – Mezőpeterd – Biharkeresztes – Episcopia Bihor (Biharpüspöki) – Oradea (Nagyvárad)                                                                                                  | Napi 1 pár   |
| személyvonat | Püspökladány – Báránd – Sáp – Berettyóújfalu – Mezőpeterd – Biharkeresztes – Episcopia Bihor (Biharpüspöki) – Oradea (Nagyvárad) ← Oradea Vest (Nagyvárad-Nyugat) – Leș Bihor (Váradles) – Cefa (Cséffa) – Salonta (Nagyszalonta) | Napi 1 pár   |